# Robert Anderlik
Robert "Bob" Emil Anderlik (ur. 29 sierpnia 1927, Chicago, zm. 6 lipca 2018) – amerykański baseballista, który występował najczęściej na pozycji zapolowego, także trener.
Anderlik studiował na University of Illinois at Urbana-Champaign, gdzie w latach 1945 oraz 1947-1948, grał w drużynie uniwersyteckiej  
Illinois Fighting Illini. W 1948 roku, podpisał kontrakt z Chicago Cubs, jednak przez dwa sezony, występował tylko w klubie farmerskim tego zespołu - Decatur Commodores. W kolejnym sezonie (1950), grał w tym samym klubie, który był w tym czasie klubem farmerskim Cincinnati Reds. Przez kolejne dwa sezony, ponownie grał w farmerskich klubach Chicago Cubs. W sezonie 1951 (w czasie, gdy występował w Des Moines Bruins), został wybrany do drużyny gwiazd Western League.
Po zakończeniu kariery, pracował jako trener baseballu i futbolu amerykańskiego (w klubach uczelnianych).

## Statystyki w minor leagues
Sezon zasadniczy
| Sezon              | Klub                                            | G   | PA | AB   | R  | H   | 2B  | 3B | HR | RBI | SB | CS | BB | SO | BA    | OBP | SLG   | OPS |
| ------------------ | ----------------------------------------------- | --- | -- | ---- | -- | --- | --- | -- | -- | --- | -- | -- | -- | -- | ----- | --- | ----- | --- |
| 1948               | Decatur Commodores (klub farm. Chicago Cubs)    | 47  | NO | 161  | NO | 48  | 6   | 5  | 2  | NO  | NO | NO | NO | NO | 0,298 | NO  | 0,435 | NO  |
| 1949               | Decatur Cubs (klub farm. Chicago Cubs)          | 125 | NO | 489  | NO | 140 | 25  | 5  | 2  | NO  | NO | NO | NO | NO | 0,286 | NO  | 0,370 | NO  |
| 1950               | Decatur Commodores (klub farm. Cincinnati Reds) | 126 | NO | 518  | NO | 158 | 34  | 9  | 6  | NO  | NO | NO | NO | NO | 0,305 | NO  | 0,440 | NO  |
| 1951               | Des Moines Bruins (klub farm. Chicago Cubs)     | 137 | NO | 530  | 64 | 168 | 25  | 4  | 3  | 54  | 7  | NO | NO | NO | 0,317 | NO  | 0,396 | NO  |
| 1951               | Nashville Volunteers (klub farm. Chicago Cubs)  | 8   | NO | 13   | NO | 1   | 1   | 0  | 0  | NO  | NO | NO | NO | NO | 0,077 | NO  | 0,154 | NO  |
| 1952               | Des Moines Bruins (klub farm. Chicago Cubs)     | 61  | NO | 217  | NO | 54  | 9   | 3  | 0  | NO  | NO | NO | NO | NO | 0,249 | NO  | 0,318 | NO  |
| Łącznie w karierze | Łącznie w karierze                              | 504 | NO | 1928 | NO | 569 | 100 | 26 | 13 | NO  | NO | NO | NO | NO | 0,295 | NO  | 0,394 | NO  |